# Spominski znak Oddajnik Domžale 1991
Spominski znak Oddajnik Domžale 1991 je spominski znak Slovenske vojske, ki je namenjen pripadnikom takratne TO RS, ki so bili prisotni na oddajniku Domžale, ko je bil tarča letalskega napada s strani JLA leta 1991 med slovensko osamosvojitveno vojno.

## Nosilci
- seznam nosilcev spominskega znaka Oddajnik Domžale 1991

Znaki so bili podeljeni z odredbo obrambnega ministra Grizolda 23. oktobra 2003.